# A scuola di ballo
A scuola di ballo (Stepping Out) è un film del 1991 diretto da Lewis Gilbert.

## Trama
Mavis, ballerina di grande successo, decide per amore di lasciare il palcoscenico. Si apre così una nuova fase nella sua vita, come insegnante di danza. Ritroverà l'entusiasmo attraverso i suoi allievi.